# Coq de baston
 (juillet 2024).
Si vous disposez d'ouvrages ou d'articles de référence ou si vous connaissez des sites web de qualité traitant du thème abordé ici, merci de compléter l'article en donnant les références utiles à sa vérifiabilité et en les liant à la section « Notes et références ».
 (juillet 2024).
Rooster Fighter : Coq de baston (ニワトリ・ファイター, Niwatori Faitā) est un manga seinen écrit et illustré par Shū Sakuratani, prépublié sur le site Comiplex d'Hero Inc. depuis décembre 2020. La version française est éditée par Mangetsu.

## Synopsis
Il y a trois ans, des démons mutants ont commencé à apparaître au Japon. Si certains sont inoffensifs ou ou aident les humains, d’autres sont violents. Créés à partir d'humains souffrant d'une détresse émotionnelle extrême ou d'un traumatisme non résolu, ces démons mutants ont commencé à faire des ravages à mesure qu'ils commençaient à évoluer pour devenir plus intelligents et plus dangereux.
Un coq solitaire nommé Keiji erre dans diverses villes du Japon tout en vainquant les démons mutants qu'il rencontre. Son objectif ultime est de trouver et de tuer le mutant surnommé "Le Démon Blanc" qui a tué sa sœur afin de venger sa mort.

## Personnages

### Personnages principaux
Keiji (ケイジ)
Un coq auto-proclamé « oiseau migrateur » qui aspire à battre le démon qui a tué sa sœur. Il voyage à travers le Japon et ne reste jamais au même endroit plus longtemps que nécessaire. Keiji a un code de conduite strict concernant le respect.
Sa technique spéciale, « cocori-k.o. », utilise la résonance du son pour faire exploser ses ennemis.

Piyoko (ピヨコ)
Elle a été élevée par Yasuo Oda (qu'elle appelle « papounet »), un yakuza qui vendait des poussins à 300 yens pour rembourser ses dettes envers son clan. Il lui écrit le terme jingi (仁義), qui désigne le code d'honneur des yakuzas, dans le dos.
Quand Yasuo s'est transformé en kijū, Piyoko a vu Keiji le battre et lui rendre sa forme d'humain. Elle a pris la décision de le suivre dans son aventure.

Elizabeth (エリザベス, Erizabesu)
Elizabeth a été adoptée très jeune par une famille riche. Elle vivait dans le luxe, et a même appris des tours pour faire plaisir au couple qui l'avait adoptée.
Un jour, un démon a failli la tuer elle et sa famille. Keiji l'a sauvée, et elle est immédiatement tombée amoureuse de lui, mais il est parti après avoir fait son affaire.
Elle a commencé à haïr Keiji, et s'est entraînée dans le but de se venger. Malgré tout, elle a choisi de le rejoindre dans son aventure pour l'aider à abattre le Démon Blanc. Elle se bat avec un bâton électrique et sait utiliser un téléphone.

## Liste des volumes
| no | Japonais        | Japonais          | Français         | Français          |
| no | Date de sortie  | ISBN              | Date de sortie   | ISBN              |
| -- | --------------- | ----------------- | ---------------- | ----------------- |
| 1  | 1er mai 2021    | 978-4-86468-801-7 | 4 mai 2022       | 978-2-38281-137-5 |
| 2  | 5 octobre 2021  | 978-4-86468-835-2 | 6 juillet 2022   | 978-2-38281-086-6 |
| 3  | 4 mars 2022     | 978-4-86468-872-7 | 7 septembre 2022 | 978-2-38281-092-7 |
| 4  | 5 août 2022     | 978-4-86468-119-3 | 4 janvier 2023   | 978-2-38281-162-7 |
| 5  | 26 janvier 2023 | 978-4-86468-146-9 | 12 juillet 2023  | 978-2-38281-348-5 |
| 6  | 29 août 2023    | 978-4-86468-193-3 | 14 février 2024  | 978-2-38281-542-7 |
| 7  | 29 janvier 2024 | 978-4-86468-229-9 | 4 septembre 2024 | 978-2-38281-948-7 |
| 8  | 5 août 2024     | 978-4-86468-274-9 | 18 juin 2025     | 978-2-38281-926-5 |
| 9  | 6 janvier 2025  | 978-4-86805-028-5 |                  |                   |
| 10 | 4 juillet 2025  | 978-4-86805-083-4 |                  |                   |

## Réception
Depuis sa sortie, Rooster Fighter : Coq de baston a connu un grand succès à l'étranger, notamment dans les pays hispanophones comme le Mexique, l'Espagne et l'Argentine. Le manga été traduit dans plus de 12 pays.

### Édition japonaise
1. 1 2  (ja) « 【5月1日付】本日発売の単行本リスト », sur Comic Natalie, Natasha, Inc.,‎ 1er mai 2021 Tome 1
2. 1 2  (ja) « 【10月5日付】本日発売の単行本リスト », sur Comic Natalie, Natasha, Inc.,‎ 5 octobre 2021 Tome 2
3. 1 2  (ja) « 【3月4日付】本日発売の単行本リスト », sur Comic Natalie, Natasha, Inc.,‎ 4 mars 2022 Tome 3
4. 1 2  (ja) « 【8月5日付】本日発売の単行本リスト », sur Comic Natalie, Natasha, Inc.,‎ 5 août 2022 Tome 4
5. 1 2  (ja) « 【1月26日付】本日発売の単行本リスト », sur Comic Natalie, Natasha, Inc.,‎ 26 janvier 2023 Tome 5
6. 1 2  (ja) « 【8月29日付】本日発売の単行本リスト », sur Comic Natalie, Natasha, Inc.,‎ 29 août 2023 Tome 6
7. 1 2  (ja) « 【1月29日付】本日発売の単行本リスト », sur Comic Natalie, Natasha, Inc.,‎ 29 janvier 2024 Tome 7
8. 1 2  (ja) « 【8月5日付】本日発売の単行本リスト », sur Comic Natalie, Natasha, Inc.,‎ 5 août 2024 Tome 8
9. 1 2  (ja) « 【1月6日付】本日発売の単行本リスト », sur Comic Natalie, Natasha, Inc.,‎ 6 janvier 2025 Tome 9
10. 1 2  (ja) « 【7月4日付】本日発売の単行本リスト », sur Comic Natalie, Natasha, Inc.,‎ 4 juillet 2025 Tome 10

### Édition française
1. 1 2  Tome 1
2. 1 2  Tome 2
3. 1 2  Tome 3
4. 1 2  Tome 4
5. 1 2  Tome 5
6. 1 2  Tome 6
7. 1 2  Tome 7
8. 1 2  Tome 8